# Eleccions legislatives daneses d'abril de 1953
Les eleccions legislatives daneses d'abril de 1953 se celebraren el 21 d'abril de 1953 (el 7 de maig a les illes Fèroe). El partit més votat foren els socialdemòcrates, però es formà un govern de coalició conservadora i Venstre dirigit per Erik Eriksen.
| Partit                           | Líder        | Vots           | %              | Escons         | +/-            |                |
| -------------------------------- | ------------ | -------------- | -------------- | -------------- | -------------- | -------------- |
| Socialdemokratiet                |              | 836,507        | 40,4%          | 61             | +2             |                |
| Venstre                          | Erik Eriksen | 456,896        | 22,1%          | 33             | +1             |                |
| Det Konservative Folkeparti      |              | 358,509        | 17,3%          | 26             | -1             |                |
| Det Radikale Venstre             |              | 178,942        | 8,6%           | 13             | +1             |                |
| Danmarks Retsforbund (E)         |              | 116,288        | 5,6%           | 9              | -3             |                |
| Danmarks Kommunistiske Parti (K) |              | 98,940         | 4,8%           | 7              | +0             |                |
| Dansk Samling                    |              | 16,383         | 0,8%           | 0              | +0             |                |
| Schleswigsche Partei (S)         |              | 8,348          | 0,4%           | 0              | +0             |                |
| Sambandsflokkurin                |              | 1,515          |                | 1              | +0             |                |
| Javnaðarflokkurin                |              | 1,501          |                | 1              | +0             |                |
| Sjálvstýrisflokkurin             |              | 351            |                | 0              | +0             |                |
| Total                            | Total        |                |                | 151            |                |                |
| Participació                     | Participació | 80,8%          | 80,8%          | 80,8%          | 80,8%          | 80,8%          |
| Font                             | Font         | Folketinget.dk | Folketinget.dk | Folketinget.dk | Folketinget.dk | Folketinget.dk |